# 호스트클럽

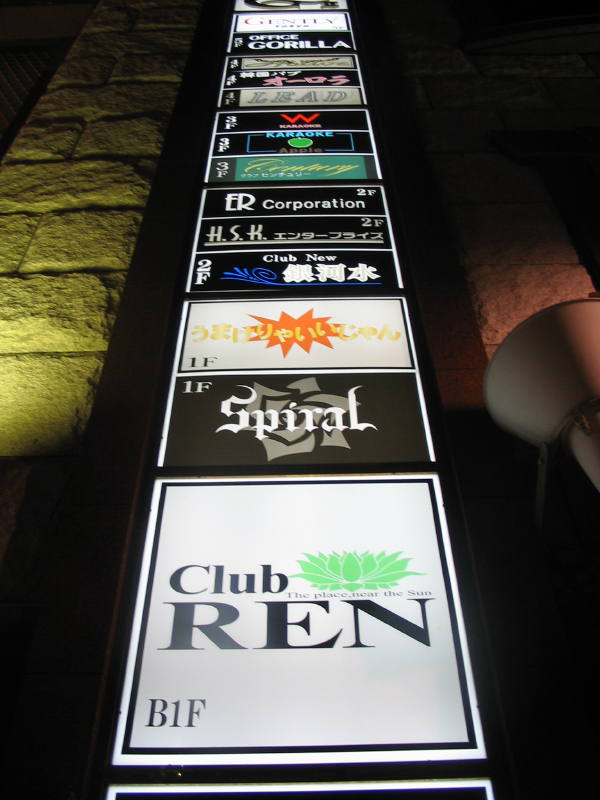
도쿄 가부키초에 있는 호스티스 바의 간판.

호스트/호스티스 클럽(일본어: ホストクラブ 호스토쿠라부[*], 영어: host and hostess clubs)은 남성 종업원(호스트)가 여성 손님의 옆에 앉아 접대를 하는 일본에서 본격적으로 시작된 음주 가게를 말한다. 요금은 자유 시간제로 캬바클럽과 같은 시간 제한은 없다. 많은 호스트클럽은 영구 지명제를 채택하고 있지만, 일부는 지명 변경 가능한 가게도 있다. 처음 방문한 사람에겐 나이 확인을 위해 입구에서 신분증의 제시가 요구된다. 

## 호스트 클럽과 호스티스 클럽의 차이
남성 직원이 여성 손님을 접대하는 사교 음식점이다. "호스트 클럽"이라는 명칭은 일본식 영어이며, "손님을 접대하는 남성의 주인"을 의미하는 "호스트"(host)와 사교 단체를 의미하는 "클럽"(club)을 합친 조어이다. 기본적인 서비스는 여성 고객과 식사를 함께하면서 환담, 서빙, 노래방 등이다. 성적 서비스는 허용되지 않는다. 남성 종업원 (호스트)은 웃는 얼굴로의 응대하는 것과 상대에게 이야기를 맞추면서 좋은 기분으로 술을 마시게 하는 등 감정 노동이 요구된다. 고수입의 호스트가 종종 미디어에서 소개되고 있지만, 호스트 업계는 급여, 대우 등 모든 부분에서 완전한 성과주의에 근거한 엄격한 세계이다.

## 같이 보기
- 노래방
- 일본의 성매매
- 메이드 카페